# Лозівок
Ло́зівок — село в Україні, входить до складу Черкаського району Черкаської області, підпорядковане Будищенській сільській громаді.
Село розташоване за 28 км від обласного і районного центру — міста Черкаси. Є одним із підмошногірських сіл Черкаської Наддніпрянщини.

## Населення
Населення — 701 особа (2015; 762 в 2010, 782 в 2007, 737 в 2001).

### Мовний склад
Рідна мова населення за даними перепису 2001 року:
| Мова       | Чисельність, осіб | Доля     |
| ---------- | ----------------- | -------- |
| Українська | 684               | 92,81 %  |
| Російська  | 52                | 7,06 %   |
| Інше       | 1                 | 0,13 %   |
| Разом      | 737               | 100,00 % |

## Історія

### Етимологія
Назва села походить від заростей лози в навколишній місцевості. Ще у документах 19 століття згадується назва урочище Лозова дубина між Лозівком, Будищем і Єлизаветівкою. Сама назва утворилася від апелятиву «лоза» з додаванням суфіксу -ок.

### До заснування
Територія села здавна була заселена людьми, про що свідчать археологічні знахідки. В околицях були знайдені 3 поселення пізньої бронзи, уламки кераміки скіфського періоду, поселення черняхівської культури, 2 ранні середньовічні слов'янські поселення. На першому було зібрано фрагменти грубої ліпної біконічної кераміки. На другому було знайдено багато товстостінних біконічних горщиків з прямими або відігнутими вінцями.
Місцевий краєзнавець Микола Шевченко стверджує, що місцевість Кучугури раніше була вододілом двох дніпровських рукавів, і саме тут знаходився «острів Русів». За його словами саме тут загинув князь Святослав, а не біля Мошен, як доводять деякі історики. Також Микола Шевченко стверджує, що відомий бій 5 лютого 1527 року, коли військо Костянтина Острозького розгромило татар і звільнило 40 тисяч полонених, відбувся біля Вільшанки на полі біля Лозівка. Доказом цього може бути знайдений ще 1915 року срібний півмісяць з кольоровими каменями, що міг бути наконечником прапора. Краєзнавець відновив також обставини арешту Тараса Шевченка влітку 1859 року і доводить, що останні малюнки поета із зображенням піщаних кучугур («Понад Россю») насправді є Білою горою біля Лозівка. А також те, що маршрут Шевченка з Мошен до Черкас 18 липня і в зворотньому напрямку 22 липня проходив через Лозівок. Цей факт пам'ятала прабабуся автора, яка прожила до 1947 року і померла у віці 104 роки.

### 17-18 століття
Одні дослідники вважають, що село виникло у 18 столітті, інші, спираючись на документи періоду Національно-визвольної боротьби українського народу, що село вже існувало в середні 17 століття. Тоді воно входило до складу Мошнівської сотні Черкаського полку. Вперше село згадується в листі Богдана Хмельницького до священика Спаської церкви села Мошни Андрія Базаринського від 13 листопада 1648 року, у якому йдеться про оренду місцевого млинка Хмельницького. В ті часи село розташовувалось на острові між двома рукавами річки Мошни і нараховувало до 15 козацьких дворів. Тут жили Гриценки, Захарченки, Ісаєнки, Стеценки, Савченки, Терещенки, Хоменки і Яременки. Козаки займались рибальством, мисливством, хліборобством, але основним їхнім заняттям була переробка зерна на борошно та крупу. Місцеві водяні млини славилися далеко за межами Примошногір'я. Щодо релігії, то жителі були приписані до Мошнівської Миколаївської церкви.
Під час Чигиринських походів 1677 і 1678 років турецько-татарські війська спалили всі міста і села від Чигирина до Канева. Ті, хто врятувався, перебралися на лівий берег Дніпра. 1686 року Лозівок потрапив до нейтральної смуги Подніпров'я, яка не підлягала заселенню. Проте, всупереч забороні, починаючи з 1720 року жителі почали повертатись. На той час місцевість перебувала під володінням князя Януша Вишневецького, а з 1732 року — князя Михайла Радзівіла. 1757 року князь Радзівіл продав Лозівок, Будище, Мошни і Сокирне графу Ігнацію Феліксу Моравському, який володів цим краєм до середини 1776 року, а потім продав їх князеві Францішеку Ксаверію Любомирському, який, у свою чергу, 1788 року передав їх за обміном князеві Григорію Потьомкіну. 1789 року, за проведеною ревізією, у селі проживало 245 жителів, у тому числі 120 чоловіків 125 жінок. Після другого поділу Польщі 1793 року село, як і уся Правобережна Україна, потрапили під правління Росії. Село, яким після смерті Потьомкіна 1791 року володіла його племінниця Олександра Браницька, відійшло до складу Черкаського повіту Київської губернії.

### 19 століття
1819 року графиня Олександра Браницька подарувала маєток своїй дочці — Єлизаветі (у шлюбі Воронцовій) як посаг. Таким чином село перейшло у володіння графа Михайло Воронцова. За статистичними даними 1820 року в селі проживало 300 мешканців, з них — 150 чоловіків та 150 жінок. Селяни були кріпаками, працювали на пана і сплачували церковну десятину. Станом на 1 лютого 1824 року в селі було 40 дворів, у яких проживало 307 осіб (152 чоловіків і 155 — жінок). З 1829 по 1834 роки частина лозівчан брали участь у будівництві водного каналу від Городища і до з'єднання з Дніпром в районі Лозівка. Канал мав довжину більше 50 км і ширину до 20 м. З 1 січня 1841 року в Мошнах залишилося 2 церковних парафії: Успенська та Преображенська. Жителі Лозівка були переведені до останнього. 1856 року Лозівок переходять до сина господаря — Семена Воронцова.
Після 1861 року селяни стали вільними, і в березні 1862 року, коли в Мошнах почалося заворушення, підтримали цей виступ. Для втихомирення бунту було надіслано поліцію і роту солдат. Вони жорстоко розправилися із селянами — 46 осіб заарештували, багатьох побили, вислали на каторгу та ув'язнили. За статистичними даними парафії станом на 1 липня 1863 року в село було 72 двори, у яких проживало 571 селянин, з яких 288 чоловіків та 283 жінки. 1864 року у Лозівку було відкрито школу грамоти.
У праці Л. Похилевича «Сказание о населенных местностях Киевский губернии» є опис Лозівка:
|  | «Лозовок над Днепром. Жителей общего пола 565. В эту деревню предположено было перенести Николаевскую церковь из Мошен и причислить к ней Будища и Секирно». |

Після смерті Семена Воронцова 1884 року село перейшло до його племінниці Катерини Андріївни Балашової. 1885 року Лозівок у складі Мошенської волості Черкаського повіту згадується серед найважливіших населених пунктів Російської імперії: «Лозовок, д. б. вл., дв. 99, ж. 643, шк., п.д.» («Лозовок, бывшая владельческая деревня, у которой в 99 дворах 643 жителя, у деревне имеется школа и питейный дом»). За розподілом управляючого маєтком М. Ю. Філіпченка, в економічному підпорядкуванні Лозівок відносився до Єлизаветинської економії. Більш повні дані про село кінця 19 століття подані у виданні Київського губернського статистичного комітету 1900 року:
|  | «Дер. Лозовок (крестьян). В ней дворов — 188, жителей общего пола — 953 чел., из них мужчин — 480 и женщин — 473. Главное занятие жителей — хлебопашество; кроме того крестьяне отправляются на заработки в Херсонскую, Екатеринославскую и Киевскую губернии… В деревне числится земли, принадлежащей крестьянам — 784 десятины. Хозяйство ведется по трёхпольной системе. В деревне имеются: 1 школа грамоты, 5 ветряных мельниц, 1 водяная сплавная и 1 хлебный магазин… Оброчную статью составляет рыбная ловля, приносящая 110 руб. готового дохода». |

У даних за статистичним описом Черкаського повіту того ж року, вказується на кількість представників влади та наявність у селі євреїв:
|  | «Лозовок, деревня. Принадлежащая к VI урядн. уч. 1 сотский, 2 полицейских десятских… Крестьян: м. п. — 472, ж. п. — 466. Число евреев: м. п. — 8, ж. п. — 7. Принадлежит помещице Балашовой; имеется: сельская расправа, вместе со школой грамотности. Протекает р. Ольшанка. Лозовская дубина, лесная сторожка. Крестьян: м. п. — 1». |

Під час революції 1905—1907 років та в період столипінських реформ частина жителів брала активну участь у революційному русі як зв'язкові РСДРП. Станом на 1 січня 1911 року у селі було 236 дворів, у яких проживало 1317 жителів (635 — чоловіків та 682 — жінок). Землі у власності селян було 697 десятин. У школі грамоти навчалося 78 дітей (61 хлопчик і 17 дівчат). 1915 року у селі відкрито однокласне земське училище. Першим його директором був Шелудько Микола Власович. Після його мобілізації на фронт, директором стала його дружина Анна Аврамівна, яка виконувала ці обов'язки до 1 лютого 1919 року.

### Радянська влада
У 1917—1921 роках у селі кілька разів змінювалась влада.
7-8 лютого 1920 року у Лозівку під час Зимового походу стояла Київська збірна дивізія Армії УНР, очолювана Юрієм Тютюнником.
Із 7 березня 1923 року Лозівок входить до складу новоутвореного Черкаського району Черкаського округу. Після розформування у березні 1925 року Білозірського району утворюється Мошнівський район, до складу якого увійшов і Лозівок. Того ж року село стає центром Лозівської сільської ради. Станом на 1 жовтня 1925 року в Лозівку проживало 1436 жителів (683 — чоловіків та 753 — жінок). В квітні 1926 року у Лозівку було створено піонерську організацію. Першим її піонервожатим став Компанієць Петро Петрович. 1927 року Лозівський кооператив об'єднував 197 членів. 1929 року в Мошнах було створено рибколгосп «Червоний Жовтень». Він мав 2 бригади — у селах Хрещатик та Лозівок. У листопаді 1929 року в Лозівку організувався колгосп «Прогрес». Його першим головою став Бєлік Аксентій Микитович. Заможні селяни протистояли примусовій колективізації і чинили супротив. Так, 1931 року, було вбито Бєліка Архипа.
З лютого 1931 року, згідно з постановою ВУЦВК «Про реорганізацію районів УРСР», Мошенський район був приєднаний до Черкаського. З 9 лютого 1932 року, після утворення областей, район увійшов до складу Київської області. Під час Голодомору 1932—1933 років загинуло 9 жителів села. Мала кількість завдячує тому, що багато лозівчан працювало на Дніпрі, на водному транспорті, а там давали продпайок. 1933 року у селі було відкрито фельдшерський пункт, згодом село телефонізували. Колгосп утримував дитячий садок і ясла, побудував будинок культури. Станом на 1 січня 1938 року було повністю ліквідовано неписьменність.
18 серпня 1941 року село окупувала німецька армія. Восени 1943 року німецькі війська почали відступати до Дніпра. Для них заздалегідь була підготовлена лінія оборони на правому березі відома як «Східний вал». Ділянка цього «валу» від Черкас до Канева проходила через Лозівок, зокрема, на Дніпровських кручах стояли доти — броньові башти. Тим часом радянські війська готувалися до форсування Дніпра поблизу села Свидівок. В німецькому тилу їм допомагали партизани і воїни-десантники, висаджені ще в кінці вересня. 13 листопада вони перейшли у наступ на підмошногірські села. Німці спішно виселили жителів Лозівка до Мошен, бо тут вони мали батальйон піхоти і підрозділ саперів. Протягом дня партизани і десантники захопили і утримували Лозівок, але вночі змушені були відійти. 4 лютого 1944 року село було остаточно звільнено. Загиблих воїнів похоронили у братську могилу, де 1954 року поставили їм пам'ятник. За період німецької окупації було страчено 19 осіб, 87 відправлено на роботу до Німеччини. 76 жителів села загинули на фронтах німецько-радянської війни, 14 — повернулися додому інвалідами.
1944 року в селі було створено рибколгосп, а колгосп «Прогрес» 1950 року було приєднано до Будищенського колгоспу «Перемога». Об'єднання колгоспів спонукало і до організації спільної сільської ради у Будищах. 1954 року село у складі Черкаського району відійшло до новоствореної Черкаської області. А 1958 року, під час компанії по укрупненню населених пунктів, хутір Єлизаветівка було приєднано до Лозівка. Станом на 1 січня 1965 року провідним підприємством села залишався рибколгосп «Червоний Жовтень». В селі працювали універмаг, буфет, медпункт, дитячі ясла-садок, діяв клуб та бібліотека з фондом у 5 тисяч книг. 1972 року здійснено реорганізацію колгоспу «Перемога» у радгосп. З 1979 року Лозівок розвивався згідно з генеральним планом, розробленим в Черкаському філіалі інституті «Гіпроцивільпромбуд». За 15 років в селі побудовано приміщення їдальні, профілакторія, фельдшерсько-акушерського пункту, магазину. 1988 року було оновлено роботу дитячого садочку, а згодом і початкової школи. На кінець 1980-их років радгосп «Перемога» довів виробництво бройлерів до 1,4 млн штук в рік.

### Незалежність
В перші роки незалежності Лозівок увійшов без проблем завдяки рибколгоспу «Червоний Жовтень». Керівники колгоспу вирішили створити лиманне господарство на заміну ставковому рибництву. У прибережній смузі водоймища Дніпра для цього було виділено велику частину болота, порослого рослинністю, звели ряд інженерних споруд. Загалом новий лиман мав площу 920 га. Окрім цього була збудована велика теплиця, налагодили виробництво поліетиленових пакетів, залізобетонних виробів. Рибколгоспу виділили 40 га поля, яке перший рік засіяли озимою пшеницею. Лозівський рибколгосп став одним із не багатьох підприємств, які змогли вистояти в середині 1990-их років і певний час був найбільш успішнішим на Черкащині по вилову і розведенню риби. 16 квітня 1993 року у Лозівку почав діяти будинок для людей похилого віку, збудований за ініціативою А. С. Стеценка.
З 1994 року почалася поетапна газифікація села. 1995 року рибколгосп «Червоний Жовтень» реорганізовано у КСРП «Вільшанка», а 2000 році — у ЗАТ «Вільшанка». На жаль, нове підприємство довго не протрималося, і 2001 року було розформовано, а ставки приватизовано. В той же час ДП «Перемога-Нова» стала великою птахофабрикою. Нині воно відноситься до концерну «Наша ряба». Більшість лозівчан працевлаштовані саме на цьому підприємстві. Окрім цього у селі діє приватне підприємство по в'яленню риби. 2007 року у селі почала діяти благодійна організація «Варнавська фундація», яка являє собою центр реабілітації для людей, які зловживають наркотиками та алкоголем на основі релігії і трудотерапії.

## Господарство
До соціальної інфраструктури села нині входять будинок культури, бібліотека, навчально-виробничий комплекс (14 учнів у школі та 25 дітей у садку), фельдшерсько-акушерський пункт, поштове відділення, кафе-бар та 6 приватних магазинів. У сільському клубі діють гуртки танцювальний та сучасної естрадної пісні.
За релігійною ознакою більшість жителів села православні і відносяться до Будищанської парафії церкви Іоана Златоуста УПЦ КП. У селі є також невеликі протестантські громади баптистів, євангелістів та суботників.

## Відомі люди
- Степан Петрович Компанієць — отаман села наприкінці XVIII ст.

## Галерея

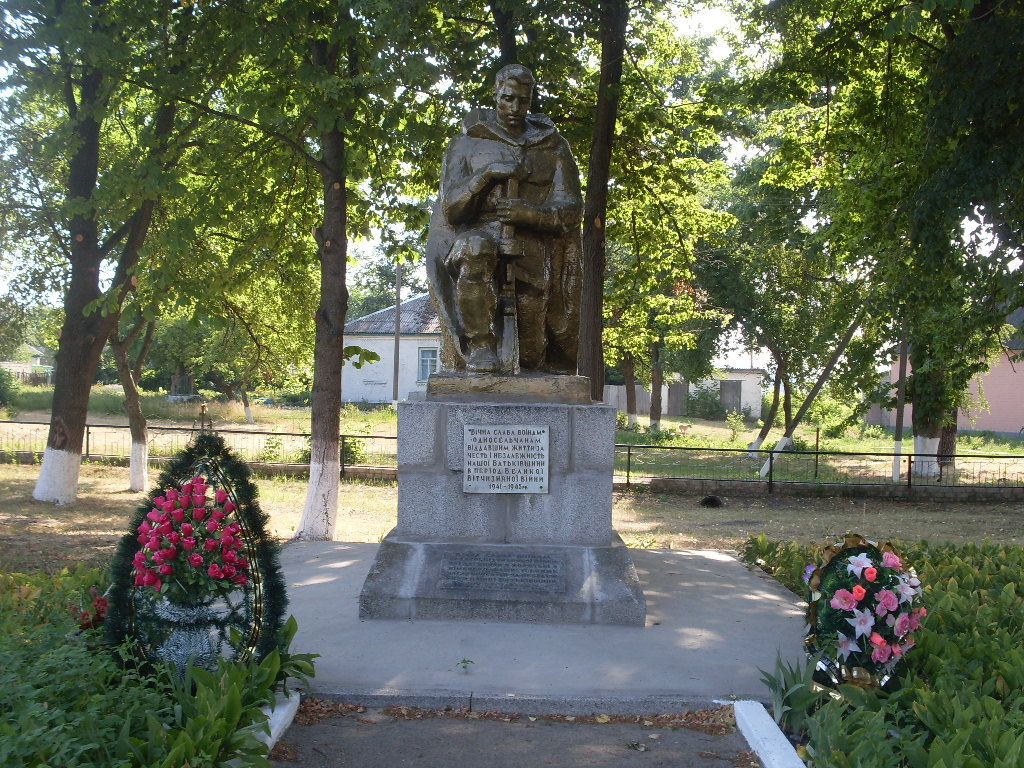
Пам'ятник загиблим у Другій світовій війні